# اخضرار الحمضيات الآسيوي
إخضرار الحمضيات الآسيوي يعتبر من أخطر الأمراض على الحمضيات ويمكن أن تكون الصين موطنه الأصلي حيث يعرف بمرض 黃龍病 بالبينيين huánglóngbìng (هوانغ لونغ بنغ) الاسم يعبر عن أعراض المرض المميزة التي تكون بشكل إصفرار قطاعي على النمو الأخضر. المرض يؤدي إلى خسائر في الإنتاج وعدم صلاحية الثمار سواء للمائدة أو للتصنيع كما يؤدي إلى قتل الأشجار المصابة ويعتبر بحق من الأمراض المحددة لإنتاج الحمضيات. أول تسجيل لمرض «الإخضرار» كان في أفريقيا الجنوبية سنة 1947 علماً أن المرض معروف منذ سنة 1929 كما أنه سجل في الصين سنة 1943 باسم «الفرع الأصفر» وعرف المرض بتسميات مختلفة في دول جنوب شرق آسيا وينتشر المرض في شبه الجزيرة العربية وعامل نقله الحيوي ينتشر في أمريكا الوسطي والولايات الجنوبية من الولايات المتحدة الأمريكية وفي أمريكا الجنوبية.

## الممرض
البكتيريا المسببة للمرض Candidatus Liberibacter تكون بشكل عصويات متطاولة 1 × 0 .15 - 0.25 مكم. يمكن مشاهدة البكتيريا في الأنابيب المنخلية للنباتات المصابة وفي الحشرة الناقلة بواسطة المجهر الإلكتروني. وتستجيب الأعراض للمعاملة بالمبيد الحشري البنسلين. تكاثر هذة البكتيريا يتم عن طريق التبرعم وبدرجة أقل عن طريق الانشطار الثنائي.

## الأعراض
الأعراض تحصل عادة بعد سنتين من حصول الإصابة. تتمثل أعراض المرض بظهور تبرقش بقعي على الأوراق القديمة يعقبه إصفرار عام في واحد أو إثنتين من قطاعات الشجرة. الأوراق المصابة تتقسى وتتجعد نهاياتها نحو الأعلى، أما الأوراق الحديثة التي تتكون بعد سقوط الأوراق القديمة فتكون صغيرة ورفيعة. الثمار تصبح صغيرة ومشوهة وجانبية التفصص وذات طعم كثير الحموضة أو مر كما تسوّد البذور بسبب كونها مجهضة. جلد الثمرة يكون سميكاً وشاحب اللون. نضج الثمار يصبح متأخراً ويبدأ إصفرار الثمرة من قاعدتها في نقطة اتصالها بالسويق مقارنة بالثمار السليمة التي يبدأ إصفرارها من المنطقة الزهرية.
مع تقدم الإصابة يزداد سقوط الأوراق والثمار ويترافق ذلك مع الأزهار في غير الموسم وحصول دفقات من النمو. مع الوقت يحصل تقزم للشجرة وموت تراجعي مع تعفن الجذور المغذية والجذور الجانبية. يمكن أن تبقي الشجرة لبضع سنوات لكنها تموت في النهاية. يجب الانتباه إلى أن أعراض التبرقش والإصفر ار يمكن أن تكون مشابهة للأعراض الناتجة عن نقص عناصر المنجنيز خصوصاً والمغنيسيوم والحديد والنيتروجين. كما أن الأعراض يمكن أن تشابه أعراض مرض ترستيزا ومرض العناد على الحمضيات. لكن أعراض نقص العناصر يكون منتظماً بينما هذا المرض التبرقش لا يكون متناظراً فالمنطقة الصفراء من نصل الورقة يمكن أن تقابلها منطقة خضراء في النصف الأخر.
الفحص النسيجي للأوراق المصابة يظهر مناطق محدودة من نخر اللحاء مبعثرة خلال الحزم الوعائية. كما يلاحظ تراكم مكثف للنشاء في البلاستيدات مع شذوذ في نشاط الكامبيوم وزيادة في تكوين اللحاء.